# یواس‌اس اینفلکت (ای‌ام-۴۵۶)
یواس‌اس اینفلکت (ای‌ام-۴۵۶) (به انگلیسی: USS Inflict (AM-456)) یک کشتی بود که طول آن ۱۷۲ فوت (۵۲٫۴۳ متر) بود. این کشتی در سال ۱۹۵۳ ساخته شد.